# Nullamia bicornis
Nullamia bicornis är en insektsart som beskrevs av Rauno E. Linnavuori och Delong 1977. Nullamia bicornis ingår i släktet Nullamia och familjen dvärgstritar. Inga underarter finns listade i Catalogue of Life.